# Дочь Дэниела
«Дочь Дэниела» (англ. Daniel’s Daughter) — драма. Фильм был снят по заказу телеканала Hallmark. В России впервые был показан на русской версии телеканала Hallmark.

## Сюжет
Кейт в юном возрасте теряет свою мать. Отец принимает решение отправить дочь к дальним родственникам, которых она никогда в жизни не видела — и просит Кейт ежедневно вести дневник. Двадцать шесть лет спустя главная героиня — редактор популярного фитнес-журнала в Нью-Йорке и невеста крупного медиа-магната. Будущий муж Кейт уже имеет двоих детей и это становится главной проблемой во взаимоотношениях пары — протагонистка не может свыкнуться с мыслью, что у них не будет общего ребёнка.
В один из дней Кейт получает письмо от отца, с которым у неё не сложились отношения; он тяжело болен и умирает — и просит развеять его прах в родном городе, вместе со старыми друзьями — Саванной и Донахью. Решившись поехать, героиня собирается в дорогу. По прибытии в маленький городок девушка сталкивается с проблемами, которые ранее ей были неведомы — она не знает, как жить с местными нравами и оставить свои привычки из мегаполиса.
На новом месте Кейт встречает молодого человека по имени Коннор, в которого влюбляется и чувствует взаимность, однако не может поддерживать отношения из-за обещания, ранее уже данного другому человеку. Пытаясь выполнить последнюю волю отца (что осложняется плохими отношениями между Саванной и Донахью), Кейт невольно сближается с Коннором. Выполнив все дела в городе, героиня возвращается в Нью-Йорк. Там, целующихся, любовников застаёт жених Кейт, однако не выражает особого сожаления случившимся. Кейт и Коннор получают «зелёный свет» для своей любви.

## В ролях
| Актёр         | Роль           |
| ------------- | -------------- |
| Лора Лейтон   | Кейт           |
| Мартин Дойл   | Донахью        |
| Брэд Борбидж  | Крэйг Бэмиш    |
| Нил Фиренли   | Говард Старк   |
| Брэндон Фирла | Джеффри Лернер |

## Отзывы
После премьеры «Дочь Дэниела» стал самым высоко оценённым фильмом, показанным по кабельному телевидению. Более четырёх миллионов человек просмотрело картину за первую неделю. Помимо этого, кинофильм поднял рейтинг канала до первой строчки.
Несмотря на то, что «Дочь Дэниела» получила смешанные рецензии от критиков, в целом картина была удостоена положительных отзывов.